# Albert Masó March
Albert Masó March (Barcelona, 1918 - París, 21 de noviembre de 2001) fue un político español. Miembro del POUM, fue un destacado dirigente del partido de Andreu Nin.

## Biografía
Alumno de la Escuela Blanquerna, en enero de 1934 ingresó en las Juventudes del Bloque Obrero y Campesino (BOC). Tras el fracaso de la Proclamación del Estado Catalán de 1934, participó en la expedición de militantes de la Alianza Obrera hacia Sabadell, desde donde se intentó, infructuosamente, continuar la insurrección. Poco más tarde se unió a los Grupos de Acción del Bloque Obrero (Gabocs), fundados por Josep Rovira y participó en la introducción del Partido Obrero de Unificación Marxista (POUM) en Cataluña.

## Guerra civil
El 19 de julio de 1936 intervino en los combates de la plaza de la Universidad, de las Ramblas y de Drassanes, donde fue herido leve. Días después se integró en la Columna comandada por Manuel Grossi y Jordi Arquer, que se dirigió al Frente de Aragón. Cayó herido en el frente de Tierz, y siguió la convalecencia en Barcelona y en Alp. Durante las Jornadas de mayo de 1937 participó en la defensa de Barcelona. Durante la represión anti-poumista, trabajó en la clandestinidad, fue detenido y encarcelado durante cuatro meses en la cárcel Modelo. Una vez liberado, regresó al frente, con el grado de teniente.

## En el exilio
Tras la guerra civil española, fue internado en el campo de Argelès, desde donde huyó en dirección a París. Participó en tareas de apoyo a los exiliados, pero detenido, fue encarcelado en la Santé (1939), de donde fue trasladado a Les Tourelles y, enfermo, al Hospital Tenon, de donde escapó. En octubre de 1941 fue detenido de nuevo y deportado a Alemania, donde trabajó forzosamente en el I. G. Farben Industrie. Más tarde fue devuelto a Francia, donde entró en contacto con un grupo de izquierda marxista de tendencia bordiguista (1944), con los que rompió para volver a contactar con el grupo de poumistas de París.
En 1950 se integró, bajo el nombre de Alberto Vega, en el grupo consejista y antiestalinista Socialisme ou Barbarie. Impulsado por Cornelius Castoriadis, Lefort y Lyotard, denunciaba a la URSS como una forma de capitalismo de estado y no como un estado obrero degenerado. En 1965 desapareció Socialisme ou Barbarie, y Masó participó, junto con Lyotard y Souyri en la fundación del también consejista Pouvoir Ouvrier, que desaparecería en 1969. En 1972 reingresó en el POUM, bajo el nombre de Julio Gil.
Poco después de la muerte de Francisco Franco, regresó a Cataluña, donde participó en la reaparición de La Batalla. Hasta 1981 tuvo un papel destacado en la vida política del POUM.

## Fondo personal
Su fondo personal se conserva en el Archivo Nacional de Cataluña desde su ingreso en 2010.  El fondo integra la documentación recogida y producida por Albert Masó i March como resultado de su actividad, principalmente en el ámbito político. Incluye documentación personal identificativa, pasaportes, médica, de tramitación de pensiones, penitenciaria y de reconocimiento como combatiente de la resistencia, como refugiado y como militar republicano. Asimismo, el testimonio de su actividad en la construcción y como traductor, algunos escritos y carnés de lectura y actividad deportiva. El fondo reúne un volumen importante de misivas, entre otros corresponsales preferentemente españoles, estadounidenses, italianos o franceses, con Andy Durgan, Gianfranco Fiameni, Phyllis Gottraux, Agustín Guillamon, Pierre Lanneret, Roland Néron, Pelai Pagès, Karine Peschard, Wile y Suzanne Vonte. Sin embargo, la parte más importante del fondo corresponde a la acción política en los grupos de la izquierda revolucionaria francesa Socialismo o barbarie y Pouvoir Ouvrier (con abundante documentación sobre sus publicaciones), así como de las actividades del Partido Obrero de Unificación Marxista (POUM) en el Comité Ejecutivo de París y, tras la muerte del general Franco, en la reorganización del partido desde la sede barcelonesa. El fondo incluye algunos materiales biográficos sobre el productor, en particular su tiempo de militancia a la izquierda francesa. Por último, en cuanto a los recursos de información, el fondo reúne algunos dossieres temáticos (entre los que destacan los dedicados a la película Tierra y libertad ya Andreu Nin ), un importante volumen de publicaciones periódicas promovidas por el POUM y otras organizaciones comunistas afines durante los años setenta (como Adelante, Alianza Obrera, Lucha Obrera, Tribuna Socialista o Voz obrera ), así como, entre otra documentación impresa, una pequeña colección de folletos y discursos publicados en francés durante la Guerra Civil. En su conjunto, el fondo facilita una rica aproximación al conocimiento de la actividad del productor, especialmente durante el exilio y los años de la transición democrática. 